# Хеджес, Майкл
Майкл Хеджес  (англ. Michael Hedges; 31 декабря 1953 — 2 декабря 1997) — американский гитарист, певец, композитор. Основатель музыкального стиля «Акустический нью-эйдж» (англ. New Age Acoustic).

## Биография
Майкл Хеджес родился 31 декабря 1953 года в г. Сакраменто, штат Калифорния (англ. Sacramento, California) (по другим сведениям: в г. Энид, штат Оклахома (англ. Enid, Oklahoma)). С четырёх лет самостоятельно осваивает фортепьяно, с шести — виолончель и кларнет. По окончании школы обучается игре на флейте и музыкальной композиции в университете Филипс (англ. Phillips University).
В 1979 году изучает основы электронной музыки в университете Стэнфорд (англ. Stanford University), затем в течение трех лет обучается на отделении классической гитары консерватории Пибоди (англ. Peabody Conservatory) г. Балтимор, штат Мэриленд (англ. Baltimor, Maryland). Для заработка выступает в небольших клубах и ресторанах Балтимора.
В 1981 году его замечает фьюжн-гитарист и владелец студии Windham Hill Records Уильям Аккерман (англ. William Ackerman) и сразу же предлагает музыканту постоянный контракт.
В том же 1981 году в свет выходит дебютный альбом Майкла Хеджеса «Breakfast In The Field», который получает восторженные отзывы в музыкальной прессе.
В 1982 году Майкл Хеджес заканчивает учёбу в Балтиморе и переезжает в Калифорнию. На студии Windham Hill Records он записывает несколько новаторских инструментальных альбомов, которые делают его кумиром американской интеллектуальной молодежи.
В 1984 году альбом Майкла Хеджеса «Aerial Boundaries» номинирован на премию Грэмми как «Лучший дизайн альбома, не классического» (англ. Best Engineered Album, Non-Classical).
Следующие несколько лет Майкл Хеджес много гастролирует (в основном — по студенческим кампусам и нью-эйдж фестивалям), пишет музыку к фильмам, участвует в сборных альбомах и концертах студии Windham Hill Records.
В 1991 году альбом Майкла Хеджеса «Taproot» номинирован на премию Грэмми как «Лучший нью-эйдж альбом» (англ. Best New Age Album).
Майкл Хеджес гибнет в автокатастрофе 2 декабря 1997 года в возрасте 43 лет. Его автомобиль из-за дождя вылетел с трассы и сорвался с 37-метровой скалы около местечка Бунвиль (англ. Boonville) в 160 км к северо-западу от Сан-Франциско (англ. San Francisco).
В 1998 году альбом Майкла Хеджеса «Oracle» посмертно получает премию Грэмми в номинации «Лучший нью-эйдж альбом» (англ. Best New Age Album).
Несколько лет длится работа друзей и соратников Майкла Хеджеса над его незавершенными записями и фрагментами исполнений, в результате чего в 1999 году был выпущен в свет мемориальный альбом «Torched».
В 2006 году студия Sony BMG выпустила сборник лучших песен Майкла Хеджеса «Pure Michael Hedges».

## Дискография
- Breakfast In The Field (1981)
- Aerial Boundaries (1984)
- Watching My Life Go By (1986)
- Live On The Double Planet (1987)
- Taproot (1990)
- Strings of Steel (1993)
- The Road To Return (1994)
- Oracle (1996, 2009)
- Torched (1999 — posthumous)
- Best of Michael Hedges (2000 — posthumous)
- Beyond Boundaries: Guitar Solos (2001 — posthumous)
- Platinum & Gold Collection: Michael Hedges (2003 — posthumous)
- Pure Michael Hedges (2006 — posthumous)

## Видео
- Michael Hedges performs one of his signature compostions, «Aerial Boundaries»
- Michael Hedges performs one of his signature compostions, «The Rootwitch»
- Michael Hedges performs one of his signature compostions, «Rickover’s Dream»
- Michael Hedges performs one of his signature compostions, «Breakfast in the Field»
- Michael Hedges performs one of his signature compostions, «Silent Anticipations»
- Michael Hedges performs a composition for Harp Guitar, «Double Planet»
- Michael Hedges performs a composition, «Eleven Small Roaches»
- Michael Hedges performs a composition, «Baby Toes»